# Calamus (Iowa)
Calamus es una ciudad situada en el condado de Clinton, en el estado de Iowa, Estados Unidos. Según el censo de 2010 tenía una población de 439 habitantes.

## Geografía
Según la Oficina del Censo de los Estados Unidos, la localidad tiene un área total de 1,25 km², la totalidad de los cuales 1,25 km² corresponden a tierra firme.

## Demografía
Según el censo de 2010, había 439 personas residiendo en la localidad. La densidad de población era de 351,2 hab./km². Había 185 viviendas con una densidad media de 148 viviendas/km². El 95,9% de los habitantes eran blancos, el 0,23% amerindios, el 0,91% de otras razas, y el 2,96% pertenecía a dos o más razas. El 1,59% de la población eran hispanos o latinos de cualquier raza.